# جام شهید اسپندی
جام اسپندی یک دوره از مسابقات فوتبالی ایران بود که در ایران برگزار شد این مسابقات در سال ۱۳۵۸ در قالب ۵ گروه برای مرحله گروهی و سپس در ادامه صورت حذفی پایان یافت، این مسابقات در قالب رسمی با ۲۸ تیم و ۱۱ بازی انجام شد و در سایت رسمی fifa به عنوان جام حذفی تهران ثبت شد. این مسابقات با قهرمانی پرسپولیس به پایان رسید.

## مهدی اسپندی
مهدی اسپندی عضو گروهکهای چریکی و برهم زننده امنیت ملی بود که بعد از انقلاب، به چریکهای عامر به معروف پیوسته بود و در درگیری‌های اوایل انقلاب ۵۷ و در زمان حضور در گروهک مجاهدین خلق در خیابان شهباز جنوبی توسط اتومبیل مرسدس-بنز در تهران، تصادف می‌کند و کشته می شود.

## معرفی مسابقات
جام شهید مهدی اسپندی نخستین مسابقات در رشته فوتبال در ایران بعد از انقلاب بود که در سال ۱۳۵۸ و در قالب مسابقاتی برگزار شد گروه ورزشی مبارز و باشگاه تهران جوان طراح و برگزار کننده مسابقات بود.
اطلاعیه مسابقات اولین بار در روزنامه آیندگان ۷ فروردین ۱۳۵۸ منتشر شد و بنظر می رسید که گویا یک دوره مسابقات محلاتی خواهد بود: «به همت جمشید وطن دوست و حسین صالحی یک دوره مسابقه فوتبال بنام مجاهد شهید مهدی اسپندی در زمین ورزشگاه شماره ۳ شهباز برگزار می گردد. تیم هایی میتوانند در این مسابقه ها شرکت کنند که دارای بازیکنان تیم های تخت جمشیدی (دسته اول و دوم) باشند. کلیه علاقه مندان می توانند تا ۱۵ فروردین ماه اسامی بازیکنان خود را به سرپرست مسابقه ها ارایه دهند. تاریخ شروع مسابقه ها روز ۲۰ فروردین ماه خواهد بود». در نهایت تیم های زیادی در این مسابقات شرکت کردند و بدین ترتیب جام اسپندی به شکل مسابقات گروهی با حضور ۲۲ تیم برگزار شد.

## شکل برگزاری مسابقات
در ابتدا ۲۲ تیم در مسابقات حضور یافتند و قرعه کشی روز ۱۷ فروردین ۵۸ انجام شد. تیم های پرسپولیس، شاهین، پاس و دارایی به عنوان سرگروه انتخاب شدند.  در ادامه تیم های استقلال، بوتان، بانک ملی، پولاد، پیروز و نیرومند نیز برای مسابقات اعلام حضور کردند و در گروه پنجم قرار گرفتند. بدین ترتیب در مجموع ۲۸ تیم در مسابقات حضور یافتند و بازی ها از روز پنج شنبه ۲۳ فروردین ۵۸ با دیدار تهرانجوان- کیان آغاز شد. 
روند مسابقات بگونه‌ای بود که ابتدا مسابقات در ۵ گروه برگزار شد و دو تیم برتر هر گروه و در مجموع ۱۰ تیم راهی مرحله دوم شدند. دور دوم نیز مسابقات به صورت گروهی و در دو گروه ادامه یافت و سپس دو تیم برتر هر گروه به نیمه نهایی راه یافتند. در این مرحله تیم ها بصورت ضربدری مقابل هم قرار گرفتند و در نهایت دو تیم برنده به دیدار فینال راه یافتند و تیم های بازنده نیز دیدار رده بندی را برگزار کردند. باشگاه پرسپولیس  با غلبه بر پاس در دیدار نهایی به مقام قهرمانی دست یافت.

## دور اول
| پنج گروه مرحله اول جام شهید اسپندی | پنج گروه مرحله اول جام شهید اسپندی                     |
| ---------------------------------- | ------------------------------------------------------ |
| گروه اول                           | تهران جوان، کشت و صنعت، شفق، کیان، کارگران، پرسپولیس   |
| گروه دوم                           | شاهین، راه‌آهن، اقبال، نیروی هوایی، ایرانا، ایران امروز |
| گروه سوم                           | پاس، سرباز، آتش‌نشانی، ابومسلم، فردوسی                  |
| گروه چهارم                         | دارایی، آکام، البرز، دخانیات، مرکز آمار                |
| گروه پنجم                          | استقلال، بوتان، بانک ملی، پولاد، پیروز، نیرومند        |

پس از برگزاری مرحله اول این تیم‌ها از گروه‌های پنجگانه صعود کردند
| تیم‌های صعودکننده از گروه‌های پنجگانه | تیم‌های صعودکننده از گروه‌های پنجگانه |
| ----------------------------------- | ----------------------------------- |
| گروه اول                            | پرسپولیس و تهران جوان               |
| گروه دوم                            | شاهین و راه‌آهن                      |
| گروه سوم                            | پاس و سرباز                         |
| گروه چهارم                          | دارایی و آکام                       |
| گروه پنجم                           | بانک ملی و استقلال                  |

| شرح بازی‌های گروه پنجم و جدول نهایی این گروه در پایان دور اول | شرح بازی‌های گروه پنجم و جدول نهایی این گروه در پایان دور اول | شرح بازی‌های گروه پنجم و جدول نهایی این گروه در پایان دور اول | شرح بازی‌های گروه پنجم و جدول نهایی این گروه در پایان دور اول | شرح بازی‌های گروه پنجم و جدول نهایی این گروه در پایان دور اول | شرح بازی‌های گروه پنجم و جدول نهایی این گروه در پایان دور اول | شرح بازی‌های گروه پنجم و جدول نهایی این گروه در پایان دور اول | شرح بازی‌های گروه پنجم و جدول نهایی این گروه در پایان دور اول | شرح بازی‌های گروه پنجم و جدول نهایی این گروه در پایان دور اول | شرح بازی‌های گروه پنجم و جدول نهایی این گروه در پایان دور اول | شرح بازی‌های گروه پنجم و جدول نهایی این گروه در پایان دور اول | شرح بازی‌های گروه پنجم و جدول نهایی این گروه در پایان دور اول | شرح بازی‌های گروه پنجم و جدول نهایی این گروه در پایان دور اول | شرح بازی‌های گروه پنجم و جدول نهایی این گروه در پایان دور اول | شرح بازی‌های گروه پنجم و جدول نهایی این گروه در پایان دور اول | شرح بازی‌های گروه پنجم و جدول نهایی این گروه در پایان دور اول |
| نام تیم                                                      | بوتان                                                        | بانک ملی                                                     | پولاد                                                        | پیروز                                                        | استقلال                                                      | نیرومند                                                      |                                                              | تیم                                                          | بازی                                                         | برد                                                          | مساوی                                                        | باخت                                                         | گل‌زده                                                        | گل‌خورده                                                      | امتیاز                                                       |
| ------------------------------------------------------------ | ------------------------------------------------------------ | ------------------------------------------------------------ | ------------------------------------------------------------ | ------------------------------------------------------------ | ------------------------------------------------------------ | ------------------------------------------------------------ | ------------------------------------------------------------ | ------------------------------------------------------------ | ------------------------------------------------------------ | ------------------------------------------------------------ | ------------------------------------------------------------ | ------------------------------------------------------------ | ------------------------------------------------------------ | ------------------------------------------------------------ | ------------------------------------------------------------ |
| بوتان                                                        | ***                                                          | ۳-۰                                                          | ۲-۳                                                          | ۰-۴                                                          | ۴-۰                                                          | ۴-۱                                                          | بانک ملی                                                     | ۵                                                            | ۴                                                            | ۱                                                            | ۰                                                            | ۱۳                                                           | ۲                                                            | ۹                                                            |                                                              |
| بانک ملی                                                     | ۰-۳                                                          | ***                                                          | ۱-۳                                                          | ۰-۴                                                          | ۱-۱                                                          | ۰-۲                                                          | استقلال                                                      | ۵                                                            | ۳                                                            | ۲                                                            | ۰                                                            | ۱۵                                                           | ۲                                                            | ۸                                                            |                                                              |
| پولاد                                                        | ۳-۲                                                          | ۳-۱                                                          | ***                                                          | ۰-۰                                                          | ۴-۱                                                          | ۰-۱                                                          | نیرومند                                                      | ۵                                                            | ۲                                                            | ۱                                                            | ۱                                                            | ۷                                                            | ۵                                                            | ۵                                                            |                                                              |
| پیروز                                                        | ۴-۰                                                          | ۴-۰                                                          | ۰-۰                                                          | ***                                                          | ۶-۰                                                          | ۳-۱                                                          | بوتان                                                        | ۵                                                            | ۲                                                            | ۰                                                            | ۳                                                            | ۸                                                            | ۱۳                                                           | ۴                                                            |                                                              |
| استقلال                                                      | ۰-۴                                                          | ۱-۱                                                          | ۱-۴                                                          | ۰-۶                                                          | ***                                                          | ۰-۰                                                          | پولاد                                                        | ۵                                                            | ۱                                                            | ۱                                                            | ۳                                                            | ۵                                                            | ۱۰                                                           | ۳                                                            |                                                              |
| نیرومند                                                      | ۱-۴                                                          | ۲-۰                                                          | ۱-۰                                                          | ۱-۳                                                          | ۰-۰                                                          | ***                                                          | پیروز                                                        | ۵                                                            | ۰                                                            | ۱                                                            | ۴                                                            | ۱                                                            | ۱۷                                                           | ۱                                                            |                                                              |

## دور دوم
ده تیم صعود کرده پس از قرعه‌کشی در دو گروه زیر قرار گرفتند:
| دو گروه پنج تیمی مرحله دوم جام اسپندی | دو گروه پنج تیمی مرحله دوم جام اسپندی     |
| ------------------------------------- | ----------------------------------------- |
| گروه الف                              | شاهین، دارایی، تهران جوان، آکام، پرسپولیس |
| گروه ب                                | استقلال، پاس، سرباز، بانک ملی، راه‌آهن     |

در پایان مرحله دوم گروهی، پرسپولیس در گروه الف صدرنشین شد و شاهین به رتبه دوم بسنده کرد. در گروه ب نیز پاس صدرنشین شد و تیم سرباز دوم شد.
جدول گروه الف :
| # | تیم       | بازی | برد | مساوی | باخت | گل‌زده | گل‌خورده | امتیاز |
| - | --------- | ---- | --- | ----- | ---- | ----- | ------- | ------ |
| ۱ | پرسپولیس  | ۴    | ۳   | ۱     | ۰    | ۶     | ۲       | ۷      |
| ۲ | شاهین     | ۴    | ۳   | ۱     | ۰    | ۳     | ۰       | ۷      |
| ۳ | دارایی    | ۴    | ۱   | ۱     | ۲    | ۳     | ۳       | ۳      |
| ۴ | تهران‌جوان | ۴    | ۰   | ۱     | ۳    | ۴     | ۶       | ۱      |
| ۵ | آکام      | ۴    | ۰   | ۱     | ۳    | ۱     | ۶       | ۱      |

جدول گروه ب :
| # | تیم      | بازی | برد | مساوی | باخت | گل‌زده | گل‌خورده | امتیاز |
| - | -------- | ---- | --- | ----- | ---- | ----- | ------- | ------ |
| ۱ | پاس      | ۴    | ۲   | ۲     | ۰    | ۴     | ۲       | ۶      |
| ۲ | سرباز    | ۴    | ۱   | ۳     | ۰    | ۷     | ۴       | ۵      |
| ۳ | بانک ملی | ۴    | ۱   | ۲     | ۱    | ۴     | ۳       | ۴      |
| ۴ | راه‌آهن   | ۴    | ۱   | ۲     | ۱    | ۳     | ۳       | ۴      |
| ۵ | استقلال  | ۴    | ۰   | ۱     | ۳    | ۲     | ۸       | ۱      |

## نیمه نهایی
| پرسپولیس                                                                  | ۱-۱ | سرباز                                                  |
| ------------------------------------------------------------------------- | --- | ------------------------------------------------------ |
| علی پروین پنالتی'                                                         |     | آلبرت باغومیان                                         |
| ضربات پنالتی                                                              |     |                                                        |
| علی پروین · محمد مایلی کهن · یعقوب فاطمی مقدم · ناصر نورایی · محمد پنجعلی | ۲-۴ | عباس موسیوند · حمید نیتی · جعفر روزبهانی · علی فارسی · |

| شاهین          | ۲-۱ | پاس                                   |
| -------------- | --- | ------------------------------------- |
| مسعود صوفی ۱۴' |     | اسماعیل نوربخش ۵۹' محمد پیربازاری ۸۳' |

## رده‌بندی
| سرباز | ۱-۰ | شاهین                    |
| ----- | --- | ------------------------ |
|       |     | محمد مظلومی ۳۶' (پنالتی) |

## فینال
| پرسپولیس        | ۰-۱ | پاس |
| --------------- | --- | --- |
| محمد پنجعلی ۱۴' |     |     |